# Asociație profesională
O asociație profesională (numită și corp profesional, organizație profesională sau societate profesională) urmărește de obicei să promoveze o anumită profesie, interesele persoanelor și organizațiilor implicate în acea profesie și interesul public. În Statele Unite, o astfel de asociație este de obicei o ligă de afaceri nonprofit în scopuri fiscale. 

## Roluri
Rolurile asociațiilor profesionale au fost diverse definite: „Un grup, de persoane cu o ocupație învățată cărora li se încredințează menținerea controlului sau supravegherii exercitării legitime a ocupației;” , de asemenea, un organism care acționează „pentru a proteja interesul public”;  organizații care „reprezintă interesul practicienilor profesioniști” și astfel „acționează pentru a-și menține propria poziție privilegiată și puternică ca organism de control”. Asociațiile profesionale sunt bine definite, pentru scopul propus, activități specifice și comunități. 
În Marea Britanie, Consiliul Științei definește un organism profesional ca fiind „o organizație cu membri individuali care practică o profesie sau ocupație în care organizația menține o supraveghere a cunoștințelor, aptitudinilor, conduitei și practicii respectivei profesii sau ocupații”  Agenția de Asigurare a Calității face distincția între organismele de reglementare și autoritățile de reglementare care „au puteri mandatate de Parlament pentru a reglementa o profesie sau grup de profesii și de a proteja utilizarea titlurilor profesionale“ și organisme profesionale care „sunt organizații independente de membru care supraveghează activitățile o anumită profesie și reprezintă interesele membrilor [lor]” și care „pot oferi înregistrarea sau certificarea ocupațiilor nereglementate în mod voluntar”. 
Multe organisme profesionale sunt implicate în acreditarea diplomelor, definirea și examinarea abilităților și competențelor necesare pentru a practica o persoană și acordarea de certificări profesionale care să indice că o persoană este calificată în domeniu.